# Reddeber
Reddeber is een plaats en voormalige gemeente in de Duitse deelstaat Saksen-Anhalt, en maakt deel uit van de Landkreis Harz.
Reddeber telt 880 inwoners.